# سرو ده لا ویگا
سرو ده لا ویگا (به اسپانیایی: Cerro de la Viga) یک کوه در مکزیک است که در کواویلا واقع شده‌است. سرو ده لا ویگا ۳٬۷۱۲ متر بالاتر از سطح دریا واقع شده‌است.